# Kesanli Ali destani
Kesanli Ali destani è un film del 1964 diretto da Atif Yilmaz.

## Trama
Kesanli Ali viene introdotto in prigione, accusato di aver ucciso Ihsan, diventando una leggenda nei sobborghi della città.